# Мар'їна роща (заповідне урочище)
Ма́р'їна Ро́ща — заповідне урочище місцевого значення в Україні. Розташоване в північній частині міста Вознесенськ Миколаївської області, при вул. Київській. 
Площа 60 га. Статус присвоєно згідно з рішенням № 448 від 23.10.1984 року. Перебуває у віданні ДП «Вознесенське лісове господарство» (Прибузьке лісництво, діл. 32). 
Статус присвоєно для збереження лісового масиву, в деревостані якого: дуб, ясен, клен, береза тощо. На території заповідного урочища «Мар'їна Роща» розташована головна контора і господарські будівлі Вознесенського лісового господарства.